# Đội tuyển bóng đá U-23 quốc gia Việt Nam
Đội tuyển bóng đá U-23 quốc gia Việt Nam là đội tuyển bóng đá dành cho độ tuổi 23 và nhỏ hơn do Liên đoàn bóng đá Việt Nam quản lý từ năm 1999. Mặc dù là đội bóng thuộc cấp độ trẻ, tuy nhiên vì bóng đá nam SEA Games từ năm 2001 quy định độ tuổi tham dự là dưới 23 tuổi nên đội U-23 rất được chú trọng tại Việt Nam, và được quan tâm ngang với Đội tuyển quốc gia.
Một số giải đấu như Á vận hội hay Thế vận hội cho phép giới hạn tối đa 3 cầu thủ quá tuổi. Nếu có thêm 3 cầu thủ quá tuổi thì được gọi là Đội tuyển Olympic. Trong khi đó SEA Games hiện nay quy định độ tuổi là U-22 và được thêm tối đa 2 người quá tuổi.
Tại SEA Games 31, quy định lại được thay đổi khi mỗi đội được thêm 3 cầu thủ quá tuổi, ngoài ra vì giải đấu hoãn từ năm 2021 sang năm 2022 nên độ tuổi tham dự được nâng lên thành U-23.

## Lịch sử tổng quan
Dưới sự dẫn dắt của Quản Trọng Hùng và trợ lý Đoàn Phùng, U-23 Việt Nam dự giải đấu đầu tiên với vòng loại Olympic Sydney 2000. Đội chưa bao giờ vượt qua vòng loại Thế vận hội.
SEA Games 21 là kỳ SEA Games đầu tiên đội dự và bị loại từ vòng bảng; sau đó đăng cai SEA Games 22, cùng với kỳ 23 đều thua Thái Lan chung kết; kỳ 24 và 26 thì đứng thứ tư còn kỳ 25 là lần thứ ba về nhì. Đội dừng bước ở vòng bảng kỳ 27 và đoạt huy chương đồng kỳ 28. Sau kỳ SEA Games 29 đáng thất vọng của U-22 Việt Nam khi dừng bước ngay ở vòng bảng, U-22 Việt Nam đã giành tấm huy chương vàng  tại SEA Games 30, lần đầu tiên kể từ năm 1959. Việt Nam cũng đã đăng cai tổ chức SEA Games 31 ở Hà Nội và lần thứ hai liên tiếp giành tấm huy chương vàng.
Hai lần đầu dự Á vận hội môn bóng đá nam, Việt Nam đều dừng bước ở vòng bảng. Kỳ 2010, đội lọt vào vòng 16 đội và để thua Triều Tiên. Tại Á vận hội 2014, Việt Nam đứng đầu bảng và đều thắng cả 2 đối thủ là Iran và Kyrgyzstan, sau đó thầy trò Miura Toshiya để thua UAE ở vòng 1/8. Miura cũng dẫn đội dự vòng chung kết U-23 châu Á 2016 và toàn thua cả 3 trận ở vòng bảng. Cũng ở giải này năm 2018, dưới sự dẫn dắt của HLV Park Hang-seo, Việt Nam lọt vào vòng đấu loại trực tiếp, sau đó liên tiếp loại Iraq và Qatar ở loạt sút luân lưu và cuối cùng thua Uzbekistan ở phút cuối hiệp phụ trận chung kết. Đội trở thành đội bóng Đông Nam Á đầu tiên góp mặt ở một trận chung kết cấp châu lục, và với thành tích này đội được trao Huân chương Lao động hạng Nhất theo Quyết định 125 do chủ tịch nước Trần Đại Quang ký. Đội đứng thứ tư Á vận hội năm đó sau khi thua Hàn Quốc ở trận bán kết 1–3 và thua UAE trên loạt sút luân lưu trận tranh hạng 3. U-23 châu Á năm 2020, đội lần lượt cầm hòa UAE và Jordan với cùng tỉ số 0–0 trước khi thua ngược Triều Tiên 1–2 và bị loại từ vòng bảng.

## Trang phục thi đấu
| Giai đoạn | Hãng trang phục |
| --------- | --------------- |
| 1999–2004 | Adidas          |
| 2005      | không có        |
| 2006–2008 | Li Ning         |
| 2009–2014 | Nike            |
| 2014–2024 | Grand Sport     |
| 2024–     | Jorgabola       |

| Trang phục sân nhà | Trang phục sân nhà | Trang phục sân nhà | Trang phục sân nhà | Trang phục sân nhà | Trang phục sân nhà | Trang phục sân nhà | Trang phục sân nhà |
| ------------------ | ------------------ | ------------------ | ------------------ | ------------------ | ------------------ | ------------------ | ------------------ |
| 1999-2001          | 2002-2003          | 2004               | 2005               | 2006-2008          | 2009-2010          | 2010-2012          | 2012-2014          |
| 2014-2015          | 2014-2016          | 2019               | 2020               | 2021-2022          | 2022-2024          | 2024-              |                    |

| 2002-2003 | 2004 | 2005 | 2006-2008 | 2009-2010 | 2010-2012 | 2012-2014 |  |  |
| 2014-2015 | 2016 | 2019 | 2020      | 2021-2022 | 2022-2024 | 2024-     |  |  |

| Áo đấu thủ môn | Áo đấu thủ môn | Áo đấu thủ môn | Áo đấu thủ môn | Áo đấu thủ môn | Áo đấu thủ môn | Áo đấu thủ môn |
| -------------- | -------------- | -------------- | -------------- | -------------- | -------------- | -------------- |
| 2006-2008      | 2006-2008      | 2009-2010      | 2009-2010      | 2010-2012      | 2010-2012      | 2010-2012      |
| 2010-2012      | 2012-2014      | 2012-2014      | 2012-2014      |                |                |                |

## Thành phần ban huấn luyện
| Vị trí                  | Đội 1             | Đội 2                                     |
| ----------------------- | ----------------- | ----------------------------------------- |
| Trưởng đoàn             | Đoàn Anh Tuấn     | Lưu Quang Điện Biên                       |
| Huấn luyện viên trưởng  | Kim Sang-sik      | Kim Sang-sik                              |
| Trợ lý huấn luyện viên  | Nguyễn Việt Thắng | Trần Minh Chiến Hứa Hiền Vinh Lê Phước Tứ |
| Trợ lý huấn luyện viên  | Trương Đình Luật  | Trần Minh Chiến Hứa Hiền Vinh Lê Phước Tứ |
| Trợ lý huấn luyện viên  | Mai Xuân Hợp      | Trần Minh Chiến Hứa Hiền Vinh Lê Phước Tứ |
| Trợ lý huấn luyện viên  | Ngô Tuấn Vinh     | Trần Minh Chiến Hứa Hiền Vinh Lê Phước Tứ |
| Huấn luyện viên thủ môn | Nguyễn Thế Anh    | Trần Đức Cường                            |
| Huấn luyện viên thủ môn | Ngô Việt Trung    | Trần Đức Cường                            |
| Chuyên viên phân tích   | Lê Minh Dũng      |                                           |
| Huấn luyện viên thể lực | Cédric Roger      | José Brandi Regato Neto                   |
| Săn sóc viên            | Đinh Kim Tuấn     | Đinh Kim Tuấn                             |
| Phiên dịch viên         | Hoàng Xuân Bách   |                                           |

## Cầu thủ
Danh sách 23 cầu thủ tham dự CFA Team China 2024 

| 1  | TM | Cao Văn Bình                 | 8 tháng 1, 2005   | 4  | 0 | Sông Lam Nghệ An       |  |  |
| 23 | TM | Nguyễn Tân                   | 16 tháng 7, 2005  | 0  | 0 | Bà Rịa – Vũng Tàu      |  |  |
| 24 | TM | Đoàn Huy Hoàng               | 18 tháng 6, 2003  | 4  | 0 | Bắc Ninh               |  |  |
|    |    |                              |                   |    |   |                        |  |  |
| 2  | HV | Đặng Tuấn Phong              | 7 tháng 2, 2003   | 1  | 0 | Thể Công – Viettel     |  |  |
| 3  | HV | Nguyễn Hiểu Minh             | 5 tháng 8, 2004   | 2  | 1 | PVF–CAND               |  |  |
| 4  | HV | Lê Văn Hà                    | 1 tháng 7, 2004   | 1  | 0 | Hà Nội                 |  |  |
| 5  | HV | Nguyễn Nhật Minh             | 27 tháng 7, 2003  | 3  | 0 | Hải Phòng              |  |  |
| 17 | HV | Nguyễn Hồng Phúc             | 31 tháng 5, 2003  | 11 | 1 | Thể Công – Viettel     |  |  |
| 18 | HV | Đỗ Minh Quang                | 23 tháng 3, 2004  | 1  | 0 | PVF                    |  |  |
| 21 | HV | Nguyễn Đức Anh               | 16 tháng 5, 2003  | 5  | 0 | Hà Nội                 |  |  |
| 22 | HV | Hà Châu Phi                  | 27 tháng 1, 2003  | 1  | 0 | Đông Á Thanh Hóa       |  |  |
|    |    |                              |                   |    |   |                        |  |  |
| 6  | TV | Nguyễn Thái Sơn (đội trưởng) | 13 tháng 7, 2003  | 19 | 1 | Đông Á Thanh Hóa       |  |  |
| 7  | TV | Nguyễn Đức Việt              | 1 tháng 1, 2004   | 22 | 0 | Phù Đổng Ninh Bình     |  |  |
| 8  | TV | Nguyễn Xuân Bắc              | 3 tháng 2, 2003   | 2  | 0 | PVF–CAND               |  |  |
| 10 | TV | Nguyễn Đức Phú               | 13 tháng 1, 2003  | 18 | 0 | PVF–CAND               |  |  |
| 12 | TV | Nguyễn Văn Tú                | 17 tháng 1, 2003  | 1  | 0 | Hải Phòng              |  |  |
| 16 | TV | Nguyễn Phi Hoàng             | 27 tháng 3, 2003  | 4  | 0 | SHB Đà Nẵng            |  |  |
|    |    |                              |                   |    |   |                        |  |  |
| 9  | TĐ | Nguyễn Quốc Việt             | 4 tháng 5, 2003   | 24 | 6 | Phù Đổng Ninh Bình     |  |  |
| 11 | TĐ | Nguyễn Thanh Nhàn            | 28 tháng 7, 2003  | 15 | 1 | PVF–CAND               |  |  |
| 14 | TĐ | Nguyễn Thành Đạt             | 6 tháng 6, 2004   | 1  | 0 | Trường Tươi Bình Phước |  |  |
| 15 | TĐ | Nguyễn Đình Bắc              | 19 tháng 8, 2004  | 10 | 2 | Công an Hà Nội         |  |  |
| 19 | TĐ | Bùi Văn Bình                 | 27 tháng 12, 2003 | 0  | 0 | Bà Rịa – Vũng Tàu      |  |  |
| 20 | TĐ | Trần Ngọc Sơn                | 27 tháng 1, 2003  | 2  | 0 | PVF–CAND               |  |  |

- OA Cầu thủ quá 23 tuổi.

|}

### Triệu tập gần đây
| TM | Trần Trung Kiên        | 9 tháng 2, 2003  | 0  | 0 | Hoàng Anh Gia Lai     | CFA Team China Cup WD                       |  |  |
| TM | Phạm Đình Hải          | 29 tháng 3, 2006 | 0  | 0 | Hà Nội                | Trại huấn luyện tập trung, tháng 8 năm 2024 |  |  |
| |                        |                  |    |   |                       |                                             |  |  |
| HV | Trần Hải Anh           | 16 tháng 8, 2005 | 0  | 0 | Thành phố Hồ Chí Minh | CFA Team China Cup PRE                      |  |  |
| HV | Hồ Văn Cường           | 15 tháng 1, 2003 | 16 | 3 | Sông Lam Nghệ An      | Trại huấn luyện tập trung, tháng 8 năm 2024 |  |  |
| HV | Nguyễn Mạnh Hưng       | 8 tháng 8, 2005  | 9  | 0 | Thể Công – Viettel    | Trại huấn luyện tập trung, tháng 8 năm 2024 |  |  |
| HV | Trần Nam Hải           | 5 tháng 2, 2004  | 8  | 0 | Sông Lam Nghệ An      | Trại huấn luyện tập trung, tháng 8 năm 2024 |  |  |
| HV | Nguyễn Bảo Long        | 23 tháng 8, 2005 | 1  | 0 | PVF–CAND              | Trại huấn luyện tập trung, tháng 8 năm 2024 |  |  |
| HV | Mai Quốc Tú            | 10 tháng 7, 2005 | 0  | 0 | SHB Đà Nẵng           | Trại huấn luyện tập trung, tháng 8 năm 2024 |  |  |
| HV | Nguyễn Quốc Khánh      | 15 tháng 5, 2007 | 0  | 0 | PVF                   | Trại huấn luyện tập trung, tháng 8 năm 2024 |  |  |
| HV | Lê Nguyên Hoàng        | 14 tháng 2, 2005 | 12 | 0 | Sông Lam Nghệ An      | Cúp bóng đá U-23 châu Á 2024                |  |  |
| |                        |                  |    |   |                       |                                             |  |  |
| TV | Khuất Văn Khang        | 11 tháng 5, 2003 | 28 | 3 | Thể Công – Viettel    | CFA Team China Cup INJ                      |  |  |
| TV | Võ Anh Quân            | 7 tháng 5, 2004  | 0  | 0 | Phù Đổng Ninh Bình    | CFA Team China Cup PRE                      |  |  |
| TV | Quách Quang Huy        | 8 tháng 3, 2005  | 0  | 0 | PVF                   | CFA Team China Cup PRE                      |  |  |
| TV | Nguyễn Văn Trường      | 10 tháng 9, 2003 | 21 | 0 | Hà Nội                | Trại huấn luyện tập trung, tháng 8 năm 2024 |  |  |
| TV | Trần Vũ Ngọc Tài       | 25 tháng 1, 2004 | 0  | 0 | Hải Phòng             | Trại huấn luyện tập trung, tháng 8 năm 2024 |  |  |
| TV | Trịnh Long Vũ          | 28 tháng 1, 2005 | 0  | 0 | PVF                   | Trại huấn luyện tập trung, tháng 8 năm 2024 |  |  |
| TV | Nguyễn Công Phương     | 3 tháng 6, 2006  | 0  | 0 | Thể Công – Viettel    | Trại huấn luyện tập trung, tháng 8 năm 2024 |  |  |
| TV | Nguyễn Lê Phát         | 12 tháng 1, 2007 | 0  | 0 | PVF                   | Trại huấn luyện tập trung, tháng 8 năm 2024 |  |  |
| TV | Nguyễn Thái Quốc Cường | 6 tháng 3, 2004  | 0  | 0 | Thành phố Hồ Chí Minh | Tajikistan, ngày 20 tháng 3 năm 2024 INJ    |  |  |
| |                        |                  |    |   |                       |                                             |  |  |
| TĐ | Bùi Vĩ Hào             | 24 tháng 2, 2003 | 17 | 5 | Becamex Bình Dương    | Trại huấn luyện tập trung, tháng 8 năm 2024 |  |  |
| TĐ | Nguyễn Gia Bảo         | 7 tháng 1, 2005  | 0  | 0 | PVF                   | Trại huấn luyện tập trung, tháng 8 năm 2024 |  |  |
| TĐ | Đinh Quang Kiệt        | 16 tháng 7, 2007 | 0  | 0 | Long An               | Trại huấn luyện tập trung, tháng 8 năm 2024 |  |  |
| - PRE Cầu thủ nằm trong danh sách sơ bộ. - INJ Cầu thủ bị chấn thương. - SUS Cầu thủ đang bị treo giò. - WD Cầu thủ không lên tập trung vì lý do khác. |                        |                  |    |   |                       |                                             |  |  |

## Lịch thi đấu
Thắng       Hoà       Thua       Bị huỷ

### 2024
| 20 tháng 3 Giao hữu | Tajikistan | 0–1 | Việt Nam               | Dushanbe, Tajikistan             |  |
| 20:00 UTC+5         |            |     | - Lê Quốc Nhật Nam 47' | Sân vận động: Sân vận động Pamir |  |

| 23 tháng 3 Giao hữu | Việt Nam | 0–0 | Tajikistan | Dushanbe, Tajikistan             |  |
| 20:00 UTC+5         |          |     |            | Sân vận động: Sân vận động Pamir |  |

| 17 tháng 4 Cúp bóng đá U-23 châu Á 2024 | Việt Nam                                     | 3–1      | Kuwait  | Al Wakrah, Qatar                     |  |
| 18:30 UTC+3                             | - Nguyễn Văn Tùng 45+1' - Bùi Vĩ Hào 47, 76' | Chi tiết | - 45+9' | Sân vận động: Sân vận động Al Janoub |  |

| 20 tháng 4 Cúp bóng đá U-23 châu Á 2024 | Malaysia | 0–2      | Việt Nam                                       | Al Wakrah, Qatar                           |  |
| 16:00 UTC+3                             |          | Chi tiết | - Khuất Văn Khang 49' - Võ Hoàng Minh Khoa 60' | Sân vận động: Sân vận động Quốc tế Khalifa |  |

| 23 tháng 4 Cúp bóng đá U-23 châu Á 2024 | Uzbekistan | 3–0      | Việt Nam | Al Wakrah, Qatar                           |  |
| 18:30 UTC+3                             | 4' 36' 40' | Chi tiết |          | Sân vận động: Sân vận động Quốc tế Khalifa |  |

## Thành tích tại các giải đấu

### Thế vận hội Mùa hè
| Bóng đá tại Thế vận hội Mùa hè | Bóng đá tại Thế vận hội Mùa hè | Bóng đá tại Thế vận hội Mùa hè | Bóng đá tại Thế vận hội Mùa hè | Bóng đá tại Thế vận hội Mùa hè | Bóng đá tại Thế vận hội Mùa hè | Bóng đá tại Thế vận hội Mùa hè | Bóng đá tại Thế vận hội Mùa hè | Bóng đá tại Thế vận hội Mùa hè |                                                                     | Vòng loại                                                           | Vòng loại                                                           | Vòng loại                                                           | Vòng loại                                                           | Vòng loại                                                           | Vòng loại     |               |
| Năm                            | Kết quả                        | Vị trí                         | ST                             | T                              | H                              | B                              | BT                             | BB                             | ST                                                                  | T                                                                   | H                                                                   | B                                                                   | BT                                                                  | BT                                                                  |               |               |
| ------------------------------ | ------------------------------ | ------------------------------ | ------------------------------ | ------------------------------ | ------------------------------ | ------------------------------ | ------------------------------ | ------------------------------ | ------------------------------------------------------------------- | ------------------------------------------------------------------- | ------------------------------------------------------------------- | ------------------------------------------------------------------- | ------------------------------------------------------------------- | ------------------------------------------------------------------- | ------------- | ------------- |
| 2000                           | Không vượt qua vòng loại       | Không vượt qua vòng loại       | Không vượt qua vòng loại       | Không vượt qua vòng loại       | Không vượt qua vòng loại       | Không vượt qua vòng loại       | Không vượt qua vòng loại       | Không vượt qua vòng loại       | 6                                                                   | 0                                                                   | 2                                                                   | 4                                                                   | 3                                                                   | 12                                                                  |               |               |
| 2004                           | Không vượt qua vòng loại       | Không vượt qua vòng loại       | Không vượt qua vòng loại       | Không vượt qua vòng loại       | Không vượt qua vòng loại       | Không vượt qua vòng loại       | Không vượt qua vòng loại       | Không vượt qua vòng loại       | 2                                                                   | 0                                                                   | 1                                                                   | 1                                                                   | 2                                                                   | 4                                                                   |               |               |
| 2008                           | Không vượt qua vòng loại       | Không vượt qua vòng loại       | Không vượt qua vòng loại       | Không vượt qua vòng loại       | Không vượt qua vòng loại       | Không vượt qua vòng loại       | Không vượt qua vòng loại       | Không vượt qua vòng loại       | 13                                                                  | 5                                                                   | 2                                                                   | 6                                                                   | 13                                                                  | 17                                                                  |               |               |
| 2012                           | Không vượt qua vòng loại       | Không vượt qua vòng loại       | Không vượt qua vòng loại       | Không vượt qua vòng loại       | Không vượt qua vòng loại       | Không vượt qua vòng loại       | Không vượt qua vòng loại       | Không vượt qua vòng loại       | 2                                                                   | 0                                                                   | 0                                                                   | 2                                                                   | 1                                                                   | 6                                                                   |               |               |
| 2016                           | Không vượt qua vòng loại       | Không vượt qua vòng loại       | Không vượt qua vòng loại       | Không vượt qua vòng loại       | Không vượt qua vòng loại       | Không vượt qua vòng loại       | Không vượt qua vòng loại       | Không vượt qua vòng loại       | Thông qua kết quả vòng loại và Vòng chung kết Giải U-23 châu Á 2016 | Thông qua kết quả vòng loại và Vòng chung kết Giải U-23 châu Á 2016 | Thông qua kết quả vòng loại và Vòng chung kết Giải U-23 châu Á 2016 | Thông qua kết quả vòng loại và Vòng chung kết Giải U-23 châu Á 2016 | Thông qua kết quả vòng loại và Vòng chung kết Giải U-23 châu Á 2016 | Thông qua kết quả vòng loại và Vòng chung kết Giải U-23 châu Á 2016 |               |               |
| 2020                           | Không vượt qua vòng loại       | Không vượt qua vòng loại       | Không vượt qua vòng loại       | Không vượt qua vòng loại       | Không vượt qua vòng loại       | Không vượt qua vòng loại       | Không vượt qua vòng loại       | Không vượt qua vòng loại       | Thông qua kết quả vòng loại và Vòng chung kết Giải U-23 châu Á 2020 | Thông qua kết quả vòng loại và Vòng chung kết Giải U-23 châu Á 2020 | Thông qua kết quả vòng loại và Vòng chung kết Giải U-23 châu Á 2020 | Thông qua kết quả vòng loại và Vòng chung kết Giải U-23 châu Á 2020 | Thông qua kết quả vòng loại và Vòng chung kết Giải U-23 châu Á 2020 | Thông qua kết quả vòng loại và Vòng chung kết Giải U-23 châu Á 2020 |               |               |
| 2024                           | Không vượt qua vòng loại       | Không vượt qua vòng loại       | Không vượt qua vòng loại       | Không vượt qua vòng loại       | Không vượt qua vòng loại       | Không vượt qua vòng loại       | Không vượt qua vòng loại       | Không vượt qua vòng loại       | Thông qua kết quả vòng loại và Vòng chung kết Giải U-23 châu Á 2024 | Thông qua kết quả vòng loại và Vòng chung kết Giải U-23 châu Á 2024 | Thông qua kết quả vòng loại và Vòng chung kết Giải U-23 châu Á 2024 | Thông qua kết quả vòng loại và Vòng chung kết Giải U-23 châu Á 2024 | Thông qua kết quả vòng loại và Vòng chung kết Giải U-23 châu Á 2024 | Thông qua kết quả vòng loại và Vòng chung kết Giải U-23 châu Á 2024 |               |               |
| 2028                           | Chưa xác định                  | Chưa xác định                  | Chưa xác định                  | Chưa xác định                  | Chưa xác định                  | Chưa xác định                  | Chưa xác định                  | Chưa xác định                  | Chưa xác định                                                       | Chưa xác định                                                       | Chưa xác định                                                       | Chưa xác định                                                       | Chưa xác định                                                       | Chưa xác định                                                       | Chưa xác định | Chưa xác định |
| 2032                           | Chưa xác định                  | Chưa xác định                  | Chưa xác định                  | Chưa xác định                  | Chưa xác định                  | Chưa xác định                  | Chưa xác định                  | Chưa xác định                  | Chưa xác định                                                       | Chưa xác định                                                       | Chưa xác định                                                       | Chưa xác định                                                       | Chưa xác định                                                       | Chưa xác định                                                       | Chưa xác định | Chưa xác định |
| Tổng số                        | 0/7                            | –                              | –                              | –                              | –                              | –                              | –                              | –                              | 23                                                                  | 5                                                                   | 5                                                                   | 13                                                                  | 16                                                                  | 39                                                                  |               |               |

### Cúp bóng đá U-23 châu Á
| Cúp bóng đá U-23 châu Á | Cúp bóng đá U-23 châu Á  | Cúp bóng đá U-23 châu Á  | Cúp bóng đá U-23 châu Á  | Cúp bóng đá U-23 châu Á  | Cúp bóng đá U-23 châu Á  | Cúp bóng đá U-23 châu Á  | Cúp bóng đá U-23 châu Á  | Cúp bóng đá U-23 châu Á  |                          | Vòng loại     | Vòng loại     | Vòng loại     | Vòng loại     | Vòng loại     | Vòng loại     |
| Năm                     | Kết quả                  | Vị trí                   | ST                       | T                        | H                        | B                        | BT                       | BB                       | ST                       | T             | H             | B             | BT            | BB            |               |
| ----------------------- | ------------------------ | ------------------------ | ------------------------ | ------------------------ | ------------------------ | ------------------------ | ------------------------ | ------------------------ | ------------------------ | ------------- | ------------- | ------------- | ------------- | ------------- | ------------- |
| 2013                    | Không vượt qua vòng loại | Không vượt qua vòng loại | Không vượt qua vòng loại | Không vượt qua vòng loại | Không vượt qua vòng loại | Không vượt qua vòng loại | Không vượt qua vòng loại | Không vượt qua vòng loại | Không vượt qua vòng loại | 5             | 1             | 0             | 4             | 11            | 10            |
| 2016                    | Vòng bảng                | 15/16                    | 3                        | 0                        | 0                        | 3                        | 3                        | 8                        | 3                        | 2             | 0             | 1             | 9             | 3             |               |
| 2018                    | Á quân                   | 2/16                     | 6                        | 1                        | 3                        | 2                        | 8                        | 9                        | 3                        | 2             | 0             | 1             | 13            | 3             |               |
| 2020                    | Vòng bảng                | 13/16                    | 3                        | 0                        | 2                        | 1                        | 1                        | 2                        | 3                        | 3             | 0             | 0             | 11            | 0             |               |
| 2022                    | Tứ kết                   | 7/16                     | 4                        | 1                        | 2                        | 1                        | 5                        | 5                        | 2                        | 2             | 0             | 0             | 2             | 0             |               |
| 2024                    | Tứ kết                   | 6/16                     | 4                        | 2                        | 0                        | 2                        | 5                        | 5                        | 3                        | 2             | 1             | 0             | 9             | 2             |               |
| 2026                    | Chưa xác định            | Chưa xác định            | Chưa xác định            | Chưa xác định            | Chưa xác định            | Chưa xác định            | Chưa xác định            | Chưa xác định            | Chưa xác định            | Chưa xác định | Chưa xác định | Chưa xác định | Chưa xác định | Chưa xác định | Chưa xác định |
| Tổng số                 | Á quân                   | 2/16                     | 20                       | 4                        | 7                        | 9                        | 22                       | 29                       | 18                       | 12            | 0             | 7             | 55            | 18            |               |

| Kết quả chi tiết | Kết quả chi tiết | Kết quả chi tiết  | Kết quả chi tiết     | Kết quả chi tiết | Kết quả chi tiết        |
| Năm              | Vòng             | Đối thủ           | Tỉ số                | Kết quả          | Địa điểm                |
| ---------------- | ---------------- | ----------------- | -------------------- | ---------------- | ----------------------- |
| 2016             | Vòng bảng        | Jordan            | 1--3                 | Thua             | Doha, Qatar             |
| 2016             | Vòng bảng        | Úc                | 0–2                  | Thua             | Doha, Qatar             |
| 2016             | Vòng bảng        | UAE               | 2–3                  | Thua             | Doha, Qatar             |
| 2018             | Vòng bảng        | Hàn Quốc          | 1–2                  | Thua             | Côn Sơn, Trung Quốc     |
| 2018             | Vòng bảng        | Úc                | 1–0                  | Thắng            | Côn Sơn, Trung Quốc     |
| 2018             | Vòng bảng        | Syria             | 0–0                  | Hoà              | Thường Thục, Trung Quốc |
| 2018             | Tứ kết           | Iraq              | 3–3 (s.h.p.) 5–3 (p) | Hoà              | Thường Thục, Trung Quốc |
| 2018             | Bán kết          | Qatar             | 2–2 (s.h.p.) 4–3 (p) | Hoà              | Thường Châu, Trung Quốc |
| 2018             | Chung kết        | Uzbekistan        | 1–2                  | Thua             | Thường Châu, Trung Quốc |
| 2020             | Vòng bảng        | UAE               | 0–0                  | Hoà              | Buriram, Thái Lan       |
| 2020             | Vòng bảng        | Jordan            | 0–0                  | Hoà              | Buriram, Thái Lan       |
| 2020             | Vòng bảng        | CHDCND Triều Tiên | 1–2                  | Thua             | Băng Cốc, Thái Lan      |
| 2022             | Vòng bảng        | Thái Lan          | 2–2                  | Hoà              | Tashkent, Uzbekistan    |
| 2022             | Vòng bảng        | Hàn Quốc          | 1–1                  | Hoà              | Tashkent, Uzbekistan    |
| 2022             | Vòng bảng        | Malaysia          | 2–0                  | Thắng            | Tashkent, Uzbekistan    |
| 2022             | Tứ kết           | Ả Rập Xê Út       | 0–2                  | Thua             | Tashkent, Uzbekistan    |
| 2024             | Vòng bảng        | Kuwait            | 3–1                  | Thắng            | Al Wakrah, Qatar        |
| 2024             | Vòng bảng        | Malaysia          | 2–0                  | Thắng            | Al Rayyan, Qatar        |
| 2024             | Vòng bảng        | Uzbekistan        | 0–3                  | Thua             | Al Rayyan, Qatar        |
| 2024             | Tứ kết           | Iraq              | 0–1                  | Thua             | Al Wakrah, Qatar        |

### Á vận hội
| Á vận hội | Á vận hội     | Á vận hội     | Á vận hội     | Á vận hội     | Á vận hội     | Á vận hội     | Á vận hội     | Á vận hội     |
| Năm       | Kết quả       | Vị trí        | Trận          | T             | H             | B             | BT            | BB            |
| --------- | ------------- | ------------- | ------------- | ------------- | ------------- | ------------- | ------------- | ------------- |
| 2002      | Vòng bảng     | 19/24         | 3             | 0             | 1             | 2             | 0             | 5             |
| 2006      | Vòng bảng     | 15/28         | 3             | 1             | 0             | 2             | 6             | 5             |
| 2010      | Vòng 1/8      | 14/24         | 4             | 1             | 0             | 3             | 5             | 10            |
| 2014      | Vòng 1/8      | 12/29         | 3             | 2             | 0             | 1             | 6             | 4             |
| 2018      | Hạng tư       | 4/25          | 7             | 5             | 1             | 1             | 10            | 4             |
| 2022      | Vòng bảng     | 17/21         | 3             | 1             | 0             | 2             | 5             | 9             |
| 2026      | Chưa xác định | Chưa xác định | Chưa xác định | Chưa xác định | Chưa xác định | Chưa xác định | Chưa xác định | Chưa xác định |
| 2030      | Chưa xác định | Chưa xác định | Chưa xác định | Chưa xác định | Chưa xác định | Chưa xác định | Chưa xác định | Chưa xác định |
| 2034      | Chưa xác định | Chưa xác định | Chưa xác định | Chưa xác định | Chưa xác định | Chưa xác định | Chưa xác định | Chưa xác định |
| Tổng số   | Hạng tư       | 4/25          | 20            | 9             | 1             | 10            | 26            | 27            |

| 2002 | Vòng bảng | Việt Nam    | 0–0                  | UAE               | Hòa   |
| 2002 | Vòng bảng | Việt Nam    | 0–2                  | Thái Lan          | Thua  |
| 2002 | Vòng bảng | Việt Nam    | 0–2                  | Yemen             | Thua  |
| 2006 | Vòng bảng | Việt Nam    | 1–2                  | Bahrain           | Thua  |
| 2006 | Vòng bảng | Việt Nam    | 0–2                  | Hàn Quốc          | Thua  |
| 2006 | Vòng bảng | Việt Nam    | 5–1                  | Bangladesh        | Thắng |
| 2010 | Vòng bảng | Việt Nam    | 3–1                  | Bahrain           | Thắng |
| 2010 | Vòng bảng | Việt Nam    | 2–6                  | Turkmenistan      | Thua  |
| 2010 | Vòng bảng | Việt Nam    | 0–1                  | Iran              | Thua  |
| 2010 | Vòng 1/8  | Việt Nam    | 0–2                  | CHDCND Triều Tiên | Thua  |
| 2014 | Vòng bảng | Việt Nam    | 4–1                  | Iran              | Thắng |
| 2014 | Vòng bảng | Việt Nam    | 1–0                  | Kyrgyzstan        | Thắng |
| 2014 | Vòng 1/8  | Việt Nam    | 1–3                  | UAE               | Thua  |
| 2018 | Vòng bảng | Việt Nam    | 3–0                  | Pakistan          | Thắng |
| 2018 | Vòng bảng | Nepal       | 0–2                  | Việt Nam          | Thắng |
| 2018 | Vòng bảng | Nhật Bản    | 0–1                  | Việt Nam          | Thắng |
| 2018 | Vòng 1/8  | Việt Nam    | 1–0                  | Bahrain           | Thắng |
| 2018 | Tứ kết    | Syria       | 0–1 (s.h.p.)         | Việt Nam          | Thắng |
| 2018 | Bán kết   | Việt Nam    | 1–3                  | Hàn Quốc          | Thua  |
| 2018 | Hạng ba   | Việt Nam    | 1–1 (s.h.p.) (3–4 p) | UAE               | Thua  |
| 2022 | Vòng bảng | Việt Nam    | 4–2                  | Mông Cổ           | Thắng |
| 2022 | Vòng bảng | Iran        | 4–0                  | Việt Nam          | Thua  |
| 2022 | Vòng bảng | Ả Rập Xê Út | 3–1                  | Việt Nam          | Thua  |

### Đại hội Thể thao Đông Nam Á
- Đội tuyển quốc gia chỉ được tham dự đến năm 1999. Từ năm 2001, tất cả các đội tuyển U-23 (+) và U-22 (+) quốc gia được phép tham dự SEA Games.

| Bóng đá tại Đại hội Thể thao Đông Nam Á | Bóng đá tại Đại hội Thể thao Đông Nam Á | Bóng đá tại Đại hội Thể thao Đông Nam Á | Bóng đá tại Đại hội Thể thao Đông Nam Á | Bóng đá tại Đại hội Thể thao Đông Nam Á | Bóng đá tại Đại hội Thể thao Đông Nam Á | Bóng đá tại Đại hội Thể thao Đông Nam Á | Bóng đá tại Đại hội Thể thao Đông Nam Á | Bóng đá tại Đại hội Thể thao Đông Nam Á |
| Năm                                     | Kết quả                                 | VT                                      | ST                                      | T                                       | H                                       | B                                       | BT                                      | BB                                      |
| --------------------------------------- | --------------------------------------- | --------------------------------------- | --------------------------------------- | --------------------------------------- | --------------------------------------- | --------------------------------------- | --------------------------------------- | --------------------------------------- |
| 2001                                    | Vòng bảng                               | 6/9                                     | 3                                       | 1                                       | 0                                       | 2                                       | 5                                       | 4                                       |
| 2003                                    | Bạc                                     | 2/8                                     | 5                                       | 3                                       | 1                                       | 1                                       | 8                                       | 6                                       |
| 2005                                    | Bạc                                     | 2/9                                     | 6                                       | 4                                       | 0                                       | 2                                       | 13                                      | 8                                       |
| 2007                                    | Hạng tư                                 | 4/8                                     | 5                                       | 2                                       | 1                                       | 2                                       | 7                                       | 10                                      |
| 2009                                    | Bạc                                     | 2/9                                     | 6                                       | 4                                       | 1                                       | 1                                       | 18                                      | 5                                       |
| 2011                                    | Hạng tư                                 | 4/11                                    | 7                                       | 4                                       | 1                                       | 2                                       | 17                                      | 8                                       |
| 2013                                    | Vòng bảng                               | 6/10                                    | 4                                       | 2                                       | 0                                       | 2                                       | 13                                      | 3                                       |
| 2015                                    | Đồng                                    | 3/11                                    | 7                                       | 5                                       | 0                                       | 2                                       | 23                                      | 6                                       |
| 2017                                    | Vòng bảng                               | 5/11                                    | 5                                       | 3                                       | 1                                       | 1                                       | 12                                      | 4                                       |
| 2019                                    | Vàng                                    | 1/11                                    | 7                                       | 6                                       | 1                                       | 0                                       | 24                                      | 4                                       |
| 2021                                    | Vàng                                    | 1/10                                    | 6                                       | 5                                       | 1                                       | 0                                       | 8                                       | 0                                       |
| 2023                                    | Đồng                                    | 3/10                                    | 6                                       | 4                                       | 1                                       | 1                                       | 13                                      | 7                                       |
| 2025                                    | Chưa xác định                           | Chưa xác định                           | Chưa xác định                           | Chưa xác định                           | Chưa xác định                           | Chưa xác định                           | Chưa xác định                           | Chưa xác định                           |
| Tổng số                                 | 2 huy chương vàng                       | 1/11                                    | 61                                      | 38                                      | 7                                       | 16                                      | 149                                     | 71                                      |

### Giải vô địch bóng đá U-23 ASEAN
| Giải vô địch bóng đá U-23 ASEAN | Giải vô địch bóng đá U-23 ASEAN | Giải vô địch bóng đá U-23 ASEAN | Giải vô địch bóng đá U-23 ASEAN | Giải vô địch bóng đá U-23 ASEAN | Giải vô địch bóng đá U-23 ASEAN | Giải vô địch bóng đá U-23 ASEAN | Giải vô địch bóng đá U-23 ASEAN | Giải vô địch bóng đá U-23 ASEAN |
| Năm                             | Kết quả                         | VT                              | ST                              | T                               | *H                              | B                               | BT                              | BB                              |
| ------------------------------- | ------------------------------- | ------------------------------- | ------------------------------- | ------------------------------- | ------------------------------- | ------------------------------- | ------------------------------- | ------------------------------- |
| 2005                            | Không tham dự                   | Không tham dự                   | Không tham dự                   | Không tham dự                   | Không tham dự                   | Không tham dự                   | Không tham dự                   | Không tham dự                   |
| 2011                            | Bị hủy bỏ                       | Bị hủy bỏ                       | Bị hủy bỏ                       | Bị hủy bỏ                       | Bị hủy bỏ                       | Bị hủy bỏ                       | Bị hủy bỏ                       | Bị hủy bỏ                       |
| 2019                            | Hạng ba                         | 3/8                             | 5                               | 3                               | 1                               | 1                               | 7                               | 2                               |
| 2022                            | Vô địch                         | 1/9                             | 4                               | 3                               | 1                               | 0                               | 9                               | 0                               |
| 2023                            | Vô địch                         | 1/10                            | 4                               | 3                               | 1                               | 0                               | 9                               | 2                               |
| 2025                            | Vô địch                         | 1/10                            | 4                               | 4                               | 0                               | 0                               | 8                               | 2                               |
| Tổng số                         | Vô địch                         | 4/5                             | 17                              | 13                              | 3                               | 1                               | 33                              | 6                               |

Ghi chú
- *: Biểu thị các trận hòa chỉ ra các trận đấu vòng đấu loại trực tiếp được quyết định trên loạt sút luân lưu.

| Kết quả chi tiết | Kết quả chi tiết | Kết quả chi tiết | Kết quả chi tiết     | Kết quả chi tiết | Kết quả chi tiết      |
| Năm              | Vòng             | Đối thủ          | Tỉ số                | Kết quả          | Địa điểm              |
| ---------------- | ---------------- | ---------------- | -------------------- | ---------------- | --------------------- |
| 2019             | Vòng bảng        | Philippines      | 2–1                  | Thắng            | Phnôm Pênh, Campuchia |
| 2019             | Vòng bảng        | Đông Timor       | 4–0                  | Thắng            | Phnôm Pênh, Campuchia |
| 2019             | Vòng bảng        | Thái Lan         | 0–0                  | Hoà              | Phnôm Pênh, Campuchia |
| 2019             | Bán kết          | Indonesia        | 0–1                  | Thua             | Phnôm Pênh, Campuchia |
| 2019             | Tranh hạng ba    | Campuchia        | 1–0                  | Thắng            | Phnôm Pênh, Campuchia |
| 2022             | Vòng bảng        | Singapore        | 7–0                  | Thắng            | Phnôm Pênh, Campuchia |
| 2022             | Vòng bảng        | Thái Lan         | 1–0                  | Thắng            | Phnôm Pênh, Campuchia |
| 2022             | Bán kết          | Đông Timor       | 0–0 (s.h.p.) 5–3 (p) | Hoà              | Phnôm Pênh, Campuchia |
| 2022             | Chung kết        | Thái Lan         | 1–0                  | Thắng            | Phnôm Pênh, Campuchia |
| 2023             | Vòng bảng        | Lào              | 4–1                  | Thắng            | Rayong, Thái Lan      |
| 2023             | Vòng bảng        | Philippines      | 1–0                  | Thắng            | Rayong, Thái Lan      |
| 2023             | Bán kết          | Malaysia         | 4–1                  | Thắng            | Rayong, Thái Lan      |
| 2023             | Chung kết        | Indonesia        | 0–0 (s.h.p.) 6–5 (p) | Hoà              | Rayong, Thái Lan      |
| 2025             | Vòng bảng        | Lào              | 3–0                  | Thắng            | Bekasi, Indonesia     |
| 2025             | Vòng bảng        | Campuchia        | 2–1                  | Thắng            | Jakarta, Indonesia    |
| 2025             | Bán kết          | Philippines      | 2–1                  | Thắng            | Jakarta, Indonesia    |
| 2025             | Chung kết        | Indonesia        | 1-0                  | Thắng            | Jakarta, Indonesia    |

## Thống kê huấn luyện viên
Tính đến 4 tháng 9 năm 2024
| Ảnh | Huấn luyện viên              | Ngày bắt đầu         | Ngày kết thúc        | Tr | T  | H  | B  | BT | BB | %Thắng | Danh hiệu |
| --- | ---------------------------- | -------------------- | -------------------- | -- | -- | -- | -- | -- | -- | ------ | --- |
|     | Kim Sang-sik                 | 3 tháng 5 năm 2024   | Hiện tại             | 0  | 0  | 0  | 0  | 0  | 0  | —      | U-23 ASEAN 2025 |
|     | Đinh Hồng Vinh (tạm quyền)   | 30 tháng 8 năm 2024  | 10 tháng 9 năm 2024  | 3  | 1  | 0  | 2  | 3  | 5  | 033,33 | |
|     | Hoàng Anh Tuấn (tạm quyền)   | tháng 7 năm 2023     | 24 tháng 9 năm 2023  | 6  | 4  | 2  | 0  | 14 | 6  | 066,67 | U-23 Đông Nam Á 2023 |
|     | Philippe Troussier           | 1 tháng 3 năm 2023   | 26 tháng 3 năm 2024  | 12 | 6  | 3  | 3  | 22 | 16 | 050,00 | Đại hội Thể thao Đông Nam Á 2023 |
|     | Gong Oh-kyun                 | 23 tháng 5 năm 2022  | 12 tháng 12 năm 2022 | 5  | 1  | 2  | 2  | 5  | 8  | 020,00 | |
|     | Lee Young-jin (tạm quyền)    | 1 tháng 3 năm 2022   | 30 tháng 3 năm 2022  | 3  | 0  | 1  | 2  | 0  | 2  | 000,00 | |
|     | Đinh Thế Nam (tạm quyền)     | tháng 12 năm 2021    | 26 tháng 2 năm 2022  | 4  | 4  | 0  | 0  | 9  | 0  | 100,00 | U-23 Đông Nam Á 2022 |
|     | Kim Han-yoon (tạm quyền)     | tháng 5 năm 2019     | tháng 6 năm 2019     | 1  | 1  | 0  | 0  | 2  | 0  | 100,00 | |
|     | Nguyễn Quốc Tuấn (tạm quyền) | 17 tháng 1 năm 2019  | 26 tháng 2 năm 2019  | 5  | 3  | 1  | 1  | 7  | 2  | 060,00 | U-22 Đông Nam Á 2019 |
|     | Park Hang-seo                | 11 tháng 10 năm 2017 | 22 tháng 5 năm 2022  | 51 | 33 | 10 | 8  | 94 | 33 | 064,71 | M-150 Cup 2017 · U-23 châu Á 2018 · VFF Cup 2018 · Hạng tư Đại hội Thể thao châu Á 2018 · Đại hội Thể thao Đông Nam Á 2019 · Đại hội Thể thao Đông Nam Á 2021 |
|     | Hoàng Anh Tuấn (tạm quyền)   | 1 tháng 11 năm 2016  | 15 tháng 11 năm 2016 | 3  | 0  | 2  | 1  | 2  | 4  | 000,00 | |
|     | Nguyễn Hữu Thắng             | 3 tháng 3 năm 2016   | 27 tháng 8 năm 2017  | 10 | 6  | 1  | 3  | 28 | 12 | 060,00 | |
|     | Miura Toshiya                | 8 tháng 5 năm 2014   | 28 tháng 1 năm 2016  | 24 | 11 | 2  | 11 | 49 | 33 | 045,83 | Đại hội Thể thao Đông Nam Á 2015 |
|     | Đinh Văn Dũng (tạm quyền)    | 25 tháng 10 năm 2013 | 7 tháng 11 năm 2013  | 2  | 0  | 0  | 2  | 0  | 3  | 000,00 | |
|     | Hoàng Văn Phúc               | 27 tháng 10 năm 2012 | 4 tháng 4 năm 2014   | 19 | 11 | 3  | 5  | 40 | 22 | 057,89 | Cúp BTV 2012 · Cúp BTV 2013 |
|     | Lư Đình Tuấn                 | 19 tháng 5 năm 2012  | tháng 7 năm 2012     | 7  | 3  | 0  | 4  | 18 | 11 | 042,86 | |
|     | Falko Götz                   | 1 tháng 6 năm 2011   | 28 tháng 12 năm 2011 | 13 | 6  | 4  | 3  | 28 | 14 | 046,15 | Cúp bóng đá Thành phố Hồ Chí Minh 2011 · VFF Cup 2011 · Hạng tư Đại hội Thể thao Đông Nam Á 2011                                                              |
|     | Phan Thanh Hùng (tạm quyền)  | 11 tháng 9 năm 2010  | 30 tháng 6 năm 2011  | 12 | 6  | 1  | 5  | 18 | 18 | 050,00 | Cúp bóng đá Thành phố Hồ Chí Minh 2010 |
|     | Henrique Calisto             | 18 tháng 2 năm 2009  | 1 tháng 3 năm 2011   | 9  | 6  | 2  | 1  | 22 | 6  | 066,67 | VFF Cup 2009 · Đại hội Thể thao Đông Nam Á 2009 |
|     | Mai Đức Chung                | 13 tháng 12 năm 2007 | 31 tháng 10 năm 2008 | 6  | 4  | 1  | 1  | 9  | 8  | 066,67 | Hạng tư Đại hội Thể thao Đông Nam Á 2007 · Giải bóng đá Merdeka 2008                                                                                          |
|     | Alfred Riedl                 | tháng 4 năm 2005     | 12 tháng 12 năm 2007 | 29 | 14 | 3  | 12 | 42 | 36 | 048,28 | Cúp bóng đá Thành phố Hồ Chí Minh 2005 · Đại hội Thể thao Đông Nam Á 2005 · VFF Cup 2007 · Hạng tư Đại hội Thể thao Đông Nam Á 2007                           |
|     | Alfred Riedl                 | 1 tháng 6 năm 2003   | tháng 12 năm 2003    | 5  | 3  | 1  | 1  | 8  | 6  | 060,00 | Đại hội Thể thao Đông Nam Á 2003 |
|     | Nguyễn Thành Vinh            | 22 tháng 8 năm 2002  | 31 tháng 12 năm 2002 | 3  | 0  | 1  | 2  | 0  | 5  | 000,00 | |
|     | Christian Letard             | 22 tháng 3 năm 2002  | 21 tháng 8 năm 2002  | 2  | 0  | 0  | 2  | 2  | 5  | 000,00 | |
|     | Dido                         | tháng 12 năm 2000    | 25 tháng 9 năm 2001  | 3  | 1  | 0  | 2  | 5  | 4  | 033,33 | |
|     | Quản Trọng Hùng              | 1999                 | 1999                 | 6  | 0  | 2  | 4  | 3  | 12 | 000,00 | |

## Danh hiệu
Châu lục
- AFC Cúp bóng đá U-23 châu Á
  - Á quân (1): 2018

- AFC Đại hội Thể thao châu Á - Asian games
  - Hạng tư (1): 2018

Khu vực
- AFF Đại hội Thể thao Đông Nam Á - Seagames
  -  Huy chương vàng (2): 2019, 2021
- AFF Giải vô địch bóng đá U-23 Đông Nam Á
  -  Vô địch (3): 2022, 2023, 2025

Giao hữu
- VFF Giải bóng đá giao hữu quốc tế
  -  Vô địch (3): 2005, 2009, 2018
- FAM Giải bóng đá Merdeka
  -  Vô địch (3): 2008